# Mike Harder
Mike Harder (* 8. Februar 1973 in Winnipeg, Manitoba) ist ein ehemaliger kanadischer Eishockeyspieler und -trainer, der im Verlauf seiner aktiven Karriere zwischen 1993 und 2010 unter anderem 269 Spiele in der American Hockey League (AHL) auf der Position des Centers bestritten hat. Darüber hinaus war Harder auch in der Deutschen Eishockey Liga (DEL) aktiv, wo er für die Frankfurt Lions und den ERC Ingolstadt aktiv war.

## Karriere
Mike Harder begann seine Karriere als Eishockeyspieler in der Mannschaft der Colgate University, für die er von 1993 bis 1997 aktiv war, ehe er gegen Ende der Saison 1996/97 sein Debüt im professionellen Eishockey gab, als er sowohl für die Milwaukee Admirals in der International Hockey League (IHL) als auch für die Hamilton Bulldogs in der American Hockey League (AHL) spielte. Nachdem der Angreifer in der Saison 1997/98 hauptsächlich für die Milwaukee Admirals in der IHL aufgelaufen war, stand er bis 2001 für die AHL-Teams Springfield Falcons, Rochester Americans, Hartford Wolf Pack und Louisville Panthers auf dem Eis, wobei er in der Saison 1999/2000 mit dem Hartford Wolf Pack den Calder Cup gewann. Für die Saison 2001/02 wechselte der Kanadier nach Europa, wo er für den Hämeenlinnan Pallokerho aus der finnischen SM-liiga und Brynäs IF in der schwedischen Elitserien aktiv war.
Nach einer Saison beim HC Meran in der italienischen Serie A1 erhielt Harder für die Saison 2003/04 einen Vertrag bei den Frankfurt Lions aus der Deutschen Eishockey Liga (DEL), mit denen er Deutscher Meister wurde; in den Playoffs 2004 erzielte Harder in allen drei Serien (gegen die Kölner Haie, Hamburg Freezers und Eisbären Berlin) jeweils den Siegtreffer für die Lions im entscheidenden Spiel. Die folgende Saison begann er bei den Charlotte Checkers in der ECHL und beendete sie beim ERC Ingolstadt in der DEL. Danach wurde er vom HC Alleghe in der italienischen Serie A verpflichtet, für den er insgesamt vier Jahre spielte. Vor der Saison 2009/10 unterschrieb Mike Harder einen Vertrag bei den Trenton Devils in der ECHL. In derselben Saison lief er auch für deren Ligakonkurrenten Charlotte Checkers aus. Zum Saisonende wechselte er – wie bereits im Vorjahr – zur VEU Feldkirch in die zweitklassige, österreichische Nationalliga. Anschließend beendete der 37-Jährige seine aktive Karriere.
Zur Spielzeit 2011/12 wurde der Kanadier als Assistenztrainer beim italienischen Klub SG Cortina vorgestellt. Er kehrte aber alsbald nach Nordamerika zurück, wo er zwischen 2013 und 2019 als Assistenztrainer an seiner Alma Mater, der Colgate University, tätig war.

## Erfolge und Auszeichnungen
| - 1994 ECAC All-Rookie Team - 1995 ECAC Second All-Star Team - 1996 ECAC Second All-Star Team - 1997 ECAC First All-Star Team | - 1997 NCAA East Second All-American Team - 2000 Calder-Cup-Gewinn mit dem Hartford Wolf Pack - 2004 Deutscher Meister mit den Frankfurt Lions - 2007 Topscorer der Serie-A1-Hauptrunde |

## Karrierestatistik
(Legende zur Spielerstatistik: Sp oder GP = absolvierte Spiele; T oder G = erzielte Tore; V oder A = erzielte Assists; Pkt oder Pts = erzielte Scorerpunkte; SM oder PIM = erhaltene Strafminuten; +/− = Plus/Minus-Bilanz; PP = erzielte Überzahltore; SH = erzielte Unterzahltore; GW = erzielte Siegtore; 1 Play-downs/Relegation; Kursiv: Statistik nicht vollständig)